# Cromwell (kampvogn)
 For alternative betydninger, se Cromwell. (Se også artikler, som begynder med Cromwell)
Tank, Cruiser, Mk VIII, Cromwell (A27M), opkaldt efter lederen i den Engelske borgerkrig Oliver Cromwell, var en af de mest vellykkede af de britiske Cruiser-kampvogne under 2. Verdenskrig. Den var den første britiske kampvogn, som kombinerede en artilleri/antitankkanon med høj hastighed og rimelig pansring i afbalanceret kombination. Kampvognens design dannede basis for udformningen af den senere Comet-kampvogn.

## Udvikling
Cromwellkampvognen og den beslægtede Centaur var produktet af videreudvikling af de britiske Cruiser-kampvogne og blev konstrueret som en erstatning for Crusader-kampvognen, som var blevet forældet. I slutningen af 1940 opstillede generalstaben specifikationerne for den nye kampvogn, og tegninger blev indleveret i starten af 1941.
På grund af den sædvanlige forhastede overgang til produktion og mangel på dele havde A24 Cavalier-kampvognen fra Nuffield alt for mange udestående problemer til at kunne indsættes i kamp. Et af de store problemer bestod i, at dens Liberty-motor simpelthen ikke kunne klare opgaven. Den blev bestilt som en midlertidig løsning.
En anden specifikation for en bedre kampvogn var General Staff A27.
En ny motor blev designet til at være kraftkilden i en kampvogn. Meteor V12-motoren var baseret på den kraftige Merlin-motor, som blev anvendt i fly som Spitfire, Lancaster og Mosquito. Men Rolls-Royce, som fremstillede Merlin, var allerede fuldt optaget af at bygge Merlin og kunne ikke afse kapacitet til bygning af Meteor, så fremstillingen blev overladt til bilproducenten Rover. En ny tegning A27 Mk VIII, blev herefter udarbejdet, som drog fordel af den nye motor på omkring 600 hk, det dobbelte af Liberty-motoren. Denne blev kombineret med gearkassen fra Churchill-kampvognen.
På samme tid lavede Leyland et nyt design af Cavalier-kampvognen som et alternativ til Cromwell. Denne konstruktion kaldtes A27L Centaur. L'et kom fra brugen af Liberty-motoren og tilhørende gearkasse. Produktionen begyndte i november 1942. Det varede temmelig længe for Rover at gøre en produktionslinje klar til Meteor-motoren, og først nogle måneder senere i januar 1943 var et tilstrækkeligt antal Meteor-motorer klar, og produktionen af A27M Cromwell begyndte. Centaur-produktionstegningen gjorde det muligt senere at skifte til Meteor-motoren, og mange Centaurer blev ændret til Cromwell-kampvogne, inden de blev taget i brug.
Chassiset var nittet sammen, men man gik senere over til svejsning. Panserpladen blev derefter boltet til chassiset. Adskillige britiske virksomheder udover Leyland bidrog til fremstillingen af Cromwell og Centaur, herunder London, Manchester, Scotland jernbanen, Morris Motors, Metro-Cammell, Birmingham Railway Carriage and Wagon Company og English Electric Nogle udgaver blev fremstillet med 14 tommer brede bælter, og senere anvendte man 15,5 tommers.
I alt blev der fremstillet 4.016 A27 kampvogne. Heraf var 950 Centaurer og 3.066 Cromwell. Hertil kom, at der blev bygget 375 Centaurer, som skulle udstyres med et tårn med antiluftskyts. Kun 95 af disse blev gjort færdige.
Cromwell skulle gennemgå yderligere ændringer, inden den kom i kamp. Kanonen blev ændret fra en 6-punds 57 mm kanon til en 75 mm kanon (en tilpasning af 6 pundskanonen til at kunne bruge amerikansk M3 75 mm ammunition), som var en bedre højeksplosiv granat til anvendelse som infanteristøtte, og først i juni 1944 kom kampvognen i kamp under Operation Overlord, de Allieredes invasion i Normandiet. Den fik en blandet modtagelse af besætningerne. Den var hurtigere og havde en lavere profil end M4 Sherman, men selv om pansringen var af samme tykkelse, var den ikke skrånende og var derfor mindre effektiv end den på Sherman-kampvognen.
75 mm kanonen kunne ganske vist skyde med højeksplosive granater, men den var ikke så effektiv mod fjendtlige kampvogne som 6-pundskanonen eller 17-pundskanonen, om end den var kraftigere end den oprindelige 75 mm-kanon på Sherman-kampvognene. Der blev påbegyndt et projekt om at opgradere Cromwell til 17-pundskanonen, men det trak ud, og i praksis blev hovedparten af 17 pundskanonerne monteret i den britiske Sherman Firefly-udgave af Shermankampvognen.

## Indsats i kamp
Centaur-kampvognen blev fortrinsvis anvendt i forbindelse med træning, og kun de, som blev indsat i specialroller, kom i kamp. Nærkampsstøtteudgave af Centaur med en 95 mm haubits i stedet for 75 mm-kanonen kom i begrænset antal i brug i Royal Marine Armoured Support Group på D-dag, og et antal blev brugt som grundlag for ingeniørkøretøjer såsom en pansret bulldozer.
Sherman-kampvognen forblev den mest almindelige i britiske og andre Commonwealths pansertropper. Cromwell-kampvogne blev udelukkende anvendt i én division – 7. panserdivision. Cromwell blev på grund af sin høje hastighed også anvendt som hovedkampvognen i rekognosceringsregimenterne i de britiske panserdivisioner. Cromwell blev senere afløst af et mindre antal af Comet-kampvognen. Selv om Comet lignede Cromwell og delte nogle komponenter med den, var det en langt bedre kampvogn med sin 77 mm-kanon (en version af 17 pundskanonen).
I Nordeuropa blev Cromwell anvendt af de allierede enheder i den 1. polske panserdivision og den tjekkiske panserbrigade.
Efter krigen forblev Cromwell i britisk tjeneste og blev også anvendt af Finland i form af Charioteer-udgaven.

## Præstationer
Cromwell var den hurtigste britiske kampvogn, som blev anvendt under 2. Verdenskrig med en tophastighed på 64 km/t. Desværre viste det sig, at denne hastighed var for høj, selv for Christie-affjedringen, og motoren blev reguleret, så tophastigheden blev reduceret til 51 km/t, hvilket stadig var hurtigt på daværende tidspunkt. Takket være dens familieskab med Christie, var kampvognen meget manøvredygtig på slagmarken. Den kombinerede 75 mm artilleri- og anti-tankkanon benyttede samme ammunition som den amerikanske 75 mm kanon og havde derfor nogenlunde samme højeksplosive og panserbrydende kapaciteter som de Shermans, der var udstyret med 75 mm kanoner. Cromwell-kampvognens pansring varierede fra 8 mm til 76 mm, men pansringen blev senere forøget til 102 mm med påsvejset panser. Denne pansring var nogenlunde tilsvarende Sherman, om end Cromwell ikke havde skrånende panser. Cromwell-besætningerne opnåede succes i Nordeuropa ved hjælp af højere hastighed, manøvredygtighed og holdbarhed sammenlignet med de tungere og trægere tyske kampvogne, men Cromwell var alligevel ikke i samme klasse som de bedste tyske kampvogne, og de britiske modeller skulle igennem Comet-modellen, inden de kom på forkant med kampvognsudviklingen i form af Centurion.

## Versioner
Centaur IFørste udkast. Bestykket med 6-punds 57 mm kanon med 64 granater. Den blev kun anvendt til træning. Der blev bygget 1.059.
Centaur IICentaur I med bredere bælter og uden maskingevær i skroget. Kun eksperimentel model.
Centaur IIICentaur udstyret med britisk 75 mm kanon. I 1943 blev de fleste Centaur I'ere ændret til III'ere, men nogle få forblev uændrede. 233 blev fremstillet.
Centaur IVCentaur udstyret med en 95mm haubits (med 51 granater). Dette var den eneste version af Centaur, som vides at have været i kamp, og blev anvendt af Royal Marines' Armoured Support Group. Køretøjerne blev udstyret med amfibieudrustning, for at de kunne landsættes fra havet. 114 fremstillet.
Centaur, AA Mk IBrugte et Crusader III antiluftskyts Mk II tårn udstyret med dobbelte 20 mm Polsten-maskinkanoner. Blev oprindelig indsat i Normandiet, men blev trukket tilbage, fordi de Allieredes overlegenhed i luften gjorde dem overflødige. 95 blev fremstillet.
Centaur, AA Mk IIBrugte et Crusader III, AA Mk III tårn med dobbelte 20 mm Polsten-antiluftskytskanoner.
Cromwell IPræcis ligesom Centaur I, men med Meteormotor. Kun 357 blev fremstillet på grund af skiftet fra 6 punds til 75 mm kanoner.
Cromwell IIStørre bredde på bælterne og maskingevær i skroget fjernet for at forøge lagerplads. Ingen fremstillet.
Cromwell IIICentaur I opgraderet med Meteor-V12-motor. Kun omkring 200 fremstillet på grund af knaphed på Centaur I'ere.
Cromwell IVCentaur III opgraderet med Meteormotor. Den talrigste version med over 1.935 produceret.
Cromwell IVwMeteormotor og skroget udelukkende svejset.
Cromwell VwCromwell bygget fra starten med 75 mm kanon. Havde svejset i stedet for nittet skrog.
Cromwell VICromwell bevæbnet med 95 mm haubits. 341 fremstillet.
Cromwell VIICromwell IV og V opgraderet med yderligere panser, bredere bælter og yderligere gearkasse. Disse blev indført meget sent i krigen og kom ikke meget i kamp. Omkring 1.500 fremstillet.
Cromwell VIIwCromwell Vw ombygget til Cromwell VII standard.
Cromwell VIIICromwell VI med samme opgraderinger som VII.
- Centaur IV bag Sword Beach i Normandiet

## Køretøjer baseret på chassiset
Challenger - A30Udformningen kombinerede et forlænget Cromwell-chassis med 17 punds-kanonen i et nyt tårndesign.
Selvkøren 17-punds A30 (Avenger)En udgave af Challenger, som benyttede et lettere tårn, som var åbent oveni.
Centaur DozerEn Centaur med tårnet fjernet og påmonteret et simpelt dozerblad, som blev styret med et spil. En af Hobart's Funnies. 250 fremstillet.
Centaur Observation Post (OP)En Centaur med en attrapkanon og ekstra radioudstyr.
Centaur KangarooEn Centaur med tårnet fjernet for at skaffe plads til passagerer. (Kun få fremstillet)
Centaur Bjærgningskøretøj (ARV)En Centaur med tårnet fjernet og erstattet med spil og eventuelt en A-ramme.
Cromwell Command
Hovedkanonen var fjernet og den var udstyret med en No. 19 (lavenergi) og en No. 19 (højenergi) radio. Disse blev anvendt af brigade- og divisionshovedkvarterer.
Cromwell Observation Post
Cromwell IV, Cromwell VI eller Cromwell VIII udstyret med ekstra radioudstyr. 2 x No. 19 og 2 x No. 38 (bærbare) radioer. Hovedkanonen blev bibeholdt. 
Cromwell Control
To No. 19 lavenergi-radioer. Hovedkanonen bibeholdt. Anvendt af regimentshovedkvarterer
Excelsior-kampvognEksperimentalt kampvognsdesign med elementer af en infanteri-kampvogn som en mulig erstatning for Churchill-kampvognen.
FV 4101 CharioteerCromwell-skrog med en 20-pundskanon i et højt tårn. Designet i 1950'erne. 200 fremstillet.

## Overlevende køretøjer
- Bovington Tank Museum, Dorset, England. Velbevaret Cromwell IV udstilles indendøre.
- Thetford Forest, Norfolk, England. Cromwell IV placeret udenfor med fri adgang for publikum. Denne kampvogn er placeret ved A1065 3 km nord for Mundford. Mellem januar og maj 1944 var området besat af pansrede regimenter fra 7. pansrede division (ørkenrotterne) inden deres afskibning til Normandiet. Kampvognen er en del af et mindesmærke fra 1998 over divisionen. Den er i en udmærket fremvisningstilstand efter at være blevet renoveret og malet som en kopi af kampvognen Little Audrey fra 1. Royal Tank Regiment.[6]
- Royal Australian Armoured Corps' kampvognsmuseum, Puckapunyal, Victoria. Cromwell MkI sendt til Australien for at hjælpe med opgraderingen af de australske Cruiser kampvogne, men ankom først da programmet var blevet stoppet. Den er malet med de markeringer den havde, da den ankom til Australien, og er nu under tag og fremvises på museet.
- Det israelske panserkorps' museum i Latrun. Cromwell IV kampvogn, som blev anvendt af IDF i Israels uafhængighedskrig (1948 – 1949).
- Liberty Park i Overloon, Holland. Cromwell IV kampvogn, som blev på slagmarken efter Operation Aintree under slaget om Overloon i oktober 1944 hvori 11. pansrede division var involveret. Denne kampvogn fremvises på museet, som kan beses mod betaling af entre.

Der er to overlevende Centaur IV CS – begge fremvises som mindesmærker over D-dag.

## Eksterne kilder
- OnWar specifications: Cromwell I Arkiveret 4. juni 2011 hos  Wayback Machine, Cromwell IV Arkiveret 4. juni 2011 hos  Wayback Machine
- Henk of Holland Arkiveret 4. august 2009 hos  Wayback Machine
- ""Crusier tank A27M Cromwell"". Photo Gallery of WW2.
- "The A27M Cromwell tank". Shermanic Firefly. Arkiveret fra originalen 4. februar 2012. Hentet 4. juli 2009.